# 화분 (영화)
"화분"(花盆)은 하길종 각색·감독의 1972년 한국 영화로 이효석의 동명의 소설을 원작으로 한다. 사회적인 부조리를 해부한 영화로서 종래의 문예영화스타일과는 매우 이질적(異質的)인 개성을 가진 영화. 즉 세계적인 영화사조에 접근하려는 실험적(實驗的)인 영화다.

## 줄거리
어느날 푸른집에 현마(남궁원)가 단주(하명중)를 데리고 들어온다. 현마의 처제인 미란(윤소라)은 단주와 눈이 맞아 한강변을 거닐다가 폭우를 맞고, 단주의 집에서 하룻밤을 묵는다. 현마는 단주가 거리의 고아였던 것을 데려다 키워줬는데 자기를 배신한 것으로 여긴다. 단주는 미란과 해변으로 도피하나 현마는 단주를 잡아다 사형(私刑)을 한다. 그 뒤 울 안에 유폐(幽閉)된 단주는 옥녀(여운계)와도 이상한 관계에 빠진다. 애란(최지희)은 애란대로 단주와의 화끈거리는 욕정의 환상을 더듬는다. 그 뒤 현마가 베푼 파티장은 빚장이들의 습격으로 일대 수라장이 된다. 이리하여 푸른집의 허상(虛像)은 무너지고 애란은 딸꾹질을 하면서 최후를 맞는다. 단주는 패덕한 의상을 벗어 던지고 집을 나선다.

## 출연
- 하명중(河明中)
- 최지희(崔智姬)
- 윤소라(尹素羅)
- 남궁원(南宮遠)